# Louis Bridel (juriste)
Pour les articles homonymes, voir Louis Bridel et Bridel (homonymie).
Louis Bridel, né à Paris le 6 juillet 1852 et mort à Tokyo le 23 mars 1913, est un juriste vaudois.

## Biographie
Élève du Collège Galliard de Lausanne, Louis Bridel est licencié en droit de l'Académie de Lausanne en 1879. Spécialiste du droit comparé de la famille et du statut juridique de la femme, il est professeur de législation comparée et de droit civil français à l'Université de Genève (1887-1900), puis de droit civil français à l'université impériale de Tokyo (1900-1912).
Député (groupe national) au Grand Conseil genevois (1895-1898), il est membre de l'Association genevoise pour la réforme de la condition légale de la femme et à l'origine de lois cantonales accordant des droits civils aux femmes. Il dirige la Revue de morale sociale et a plusieurs fois été délégué aux congrès de la Fédération internationale abolitionniste (contre la prostitution).

## Publications
- La femme et le droit, 1884
- Le droit des femmes et le mariage : études critiques de législation comparée, Paris, Félix Alcan, coll. « Bibliothèque de philosophie contemporaine », 1893
- Le mouvement féministe et le droit des femmes, 1893
- Code civil suisse et code civil français, 1909

## Sources
- « Louis Bridel », sur la base de données des personnalités vaudoises sur la plateforme « Patrinum » de la Bibliothèque cantonale et universitaire de Lausanne.
- Jean de Senarclens, « Louis Bridel (juriste) » dans le Dictionnaire historique de la Suisse en ligne, version du 9 janvier 2003.
- La Patrie suisse, n° 510, 1913, 87
- Recueil de généalogies vaudoises, 1, 1922, 665-666